# Pueblos antiguos de Italia
Los pueblos antiguos de Italia, llamados genéricamente itálicos, son los diferentes pueblos, tribus y etnias que habitaron, durante la prehistoria y la protohistoria, en la península itálica. Estos pueblos eran en su mayoría de origen indoeuropeo y llegaron a Italia en el curso del II milenio a. C., especialmente en el contexto de la cultura de los campos de urnas, aunque también los había de origen preindoeuropeo, habitantes nativos anteriores a las invasiones de las etnias itálicas.

## Orígenes y etimología
La Italia antigua estuvo habitada por poblaciones diferenciadas tanto por sus lenguas, usos y costumbres, como por las estructuras socioeconómicas y la expresión religiosa y artística, hasta la unificación política, y posteriormente lingüística y cultural, de la península, llevada a cabo por  Roma durante la época republicana.
El nombre de Italia ha sido usado desde la antigüedad, al menos desde el siglo VIII a. C., inicialmente para designar a las regiones del sur, y posteriormente también a las del centro, de la que se conoce como península itálica, haciendo referencia a los pueblos itálicos, hablantes de las lenguas del mismo nombre.
Según el historiador griego Antíoco de Siracusa, el vocablo Italia designaba, antes del siglo V a. C., a la parte meridional de la actual región italiana de Calabria —el antiguo Brucio—, habitada por los itàlii, el grupo más meridional de los itálicos (actualmente esta zona comprende las provincias calabresas de Reggio, Vibo Valentia y partes de la provincia de Catanzaro).  Es posible que los itálicos tomaran su nombre de un animal-tótem, el ternero, que, en una lejana  primavera sagrada, los había guiado hasta los lugares en los que se asentaron definitivamente. También según el arqueólogo Pallottino el nombre de Italia derivaría del gentilicio de uno de los pueblos itálicos nativos de la región de Calabria, los (v)itàlii, el cual toma su nombre de su animal sagrado: el ternero (viteliú en idioma osco, vitulus en latín y vitello en italiano); y que fue usado por los antiguos griegos como término general para designar a los habitantes de toda la península.
En el siglo II a. C., el historiógrafo griego Polibio llamaba Italia al territorio comprendido entre el estrecho de Mesina y los Apeninos septentrionales, aunque su contemporáneo Catón el Viejo extendió el concepto territorial de Italia hasta el arco alpino. El término se consolidó de manera definitiva sobre todo desde que, la ciudad itálica de Roma, a partir del siglo V a. C., unificó gradualmente toda la península conquistando y federando al resto de pueblos itálicos peninsulares, empezando por los latinos, de los cuales la misma constituía una aldea, y terminando con los etruscos hacia el norte y los brucios hacia el sur, unificando así todo el territorio peninsular bajo un único régimen y dándole nombre de Italia, la cual, desde entonces, constituirá el territorio metropolitano de la misma Roma.
El nombre de Italia fue usado también en monedas acuñadas durante la guerra Social por la coalición de los socii (aliados) itálicos, en lucha contra Roma y las demás ciudades itálicas ya provistas de ciudadanía romana, para obtener, a su vez, la plena ciudadanía romana, la cual fue otorgada tras la guerra Social a todos los  habitantes libres de Italia a través de la  Lex Plautia Papiria. Posteriormente, el norte de Italia (ex Galia Cisalpina), fue añadido oficialmente al territorio de la Italia romana en el curso del siglo I a. C., llevando así, de iure , el nombre de Italia hasta los pies de los Alpes; mientras, las islas de Sicilia, Cerdeña y Córcega, no pasarán a formar parte de Italia hasta el siglo III d. C., como consecuencia de las reformas administrativas de Diocleciano, aunque sus estrechos lazos culturales con la península permiten considerarlas como parte integrante.

## Migraciones indoeuropeas
Italia estaba densamente habitada al menos desde el Neolítico. La difusión de las tecnologías metalúrgicas al parecer se dio por las migraciones de nuevas poblaciones, que pudieron organizarse patriarcalmente y habrían hablado lenguas indoeuropeas. Modernamente se distinguen cuatro oleadas de migraciones desde los Alpes septentrionales:
1. Una primera oleada migratoria, probablemente indoeuropea se dio hacia el III milenio a. C. Son características de este periodo las estelas o estatuarias de tipo menhir, que frecuentemente llevaban grabados signos solares, aparentemente signos distintivos indoeuropeos.
2. Una segunda oleada entre el final del III milenio y los inicios del II milenio a. C. llevó a la difusión de poblaciones asociadas a la cultura del vaso campaniforme y del bronce en la llanura padana, en Etruria y en las zonas costeras de Cerdeña y Sicilia.
3. Hacia la mitad del II milenio a. C., una tercera oleada correspondiente a la cultura de las terramaras y al subgrupo de pueblos itálicos conocido como latino-falisco,[14] que difunden el uso del hierro y la incineración de los muertos.
4. Hacia el final del II milenio y la primera mitad del I milenio a. C., se da la cuarta oleada asociada a la cultura de los campos de urnas y al subgrupo de pueblos itálicos conocido como osco-umbros (y probablemente también a otros los latino-faliscos), leponcios y vénetos.

### Panorama étnico al comienzo de la historia
Los pueblos itálicos como tales, incluyendo en ellos todos los que aparecen en Italia a comienzos de la historia, representan el producto de las condiciones actuantes dentro del primer milenio a. C. en el territorio peninsular. Identificación étnica y desarrollo histórico constituyen las dos facetas de un mismo fenómeno, para el que las raíces en el pasado forman un elemento más, que, en verdad, en determinados momentos, puede desempeñar un papel importante, en parte por su propia entidad, en parte por el uso o abuso que se hace de ellas.
De este modo, el pasado legendario pasa a representar un nuevo papel precisamente cuando la configuración reciente de los grupos étnicos se va haciendo más sólida. Las oleadas  indoeuropeas solo adoptan una personalidad étnica dentro de Italia y solo toman conciencia de ella dentro de Italia.

## Período protohistórico
En época protohistórica, algunos pueblos viven ya en asentamientos estables desde fechas más o menos remotas, mientras que otros siguen todavía en estado nómada. Son gentes que hablan lenguas distintas, pero pertenecientes al mismo grupo, conocido como itálico, de la familia de las lenguas indoeuropeas, como los latino-faliscos, los osco-umbros (o umbro-sabelios), los vénetos y los sículos; otros, en cambio, hablan lenguas indoeuropeas pertenecientes a grupos distintos, como los italiotas (antiguos griegos del sur de la península itálica), los yápigos y los celtas. Mientras que los etruscos, retios, picenos septentrionales, sicanos, élimos y sardos, pertenecen a grupos lingüísticos de otro origen, no siempre identificable, pero seguramente no indoeuropeo.
Según la tradición antigua, los brucios y los lucanos, de estirpe sabélica, se habrían impuesto, a partir del siglo VI a. C., a las poblaciones autóctonas de la Calabria y la Lucania actuales, conocidas con el nombre de ítalos, morgetes, enotrios, conios y ausonios. También los sículos se habrían ido trasladando sucesivamente hacia la parte oriental de Sicilia empujando hacia occidente a los sicanos y a los élimos. Remontando la península, a lo largo de la cadena de los Apeninos, se encuentran numerosos pueblos de estirpe sabélica: los alfaternos cerca de Nuceria, los campanos en las proximidades de Capua, los sidicinos de Téano, los frentanos al norte del Gargano, y los samnitas —los sabelios por excelencia—, subdivididos a su vez en cuatro tribus: hirpinos, caudinos, pentros y carecinos, que habitaron la Campania oriental, el Molise y la parte meridional de los Abruzos.
Según las fuentes antiguas, los sabélios ocuparon el territorio de los ausonios y de los oscos. Mientras que el nombre de los ausonios desaparece, la denominación "oscos" se mantiene para designar, en épocas más recientes, a las población de estirpe sabélica, cuya lengua recibió el nombre de osca. Con estas estirpes se relacionaron los otros pueblos que hablaban dialectos de tipo osco, que vivían en los Abruzos septentrionales y en el Lacio oriental y meridional, como los sabinos, los marsos, los pelignos, los marrucinos, los vestinos y los picentinos, a lo largo de la costa del mar Adriático. En el Lacio meridional y en los Abruzos occidentales se establecieron los ecuos, los hérnicos y los volscos. Su tipo lingüístico parece aproximarse más al umbro, variante innovadora del osco, que al auténtico osco. Los umbros, por su parte, habitaron la parte de la actual Umbría a lo largo de la orilla izquierda del Tíber, desde donde alcanzaron la costa adriática hasta la altura de Rávena, probablemente en el siglo VI a. C., procedentes del área osca.
En el cuadro étnico de la Italia meridional se encuentran también los pueblos de Apulia como los yápigos (los apulianos de los romanos). Polibio y el geógrafo griego Estrabón llaman yápigos a todas las gentes de Apulia, que, en realidad, se dividían en tres grupos: los daunios en el norte de Apulia, los peucetios en el centro y los mesapios y en sur de la región. Los mesapios llegaron a Italia en la noche de los tiempos, procedentes de la península balcánica, como lo atestigua la presencia de yápides en Dalmacia septentrional. Los latinos se establecieron, ya en época muy antigua, entre el curso bajo del Tíber y los montes Albanos. En seguida establecieron contacto con gente de idioma osco y en particular con los sabinos, que, introduciéndose poco a poco en su territorio, destruyeron la originaria unidad étnica. Un núcleo de población estrechamente emparentado con los latinos desde el punto de vista lingüístico fueron los faliscos, en el Lacio oriental, próximo a Civita Castellana.
El territorio comprendido entre la orilla del Tíber y el Arno perteneció a los etruscos, los tirrenos de las fuentes griegas, que se distinguieron de los pueblos limítrofes por su lengua no indoeuropea y por sus formas culturales absolutamente originales.
Los ligures habitaron originariamente el territorio comprendido entre los Alpes Apuanos y el Ródano, pero con el tiempo sus asentamientos se restringieron a la Liguria y al Piamonte actuales. Estaban subdivididos en tribus, entre las cuales destacaban por su ferocidad guerrera los apuanos, los taurinos, los salasses y los leponcios. Elementos celtas procedentes de Europa central se infiltraron en época prehistórica en el territorio de los ligures, lo que podría justificar el hecho de que los autores antiguos consideraran unas veces celtas y otras ligures a los salesses.
Los leponcios históricos de la Lombardía septentrional y del contiguo Cantón Ticino eran gentes de origen celta. Es difícil señalar la frontera entre su territorio y el de los retios, pueblo montañés que ocupó el Trentino-Alto Adigio actual, extendiéndose hasta áreas transalpinas. Al sur y al este de los retios se encuentra, finalmente, un grupo étnico ya definido en los siglos IX-VIII a. C., el pueblo de los vénetos, que habitó también parte de la Carniola y de la Carintia actuales.
Cerdeña y Córcega siempre gravitaron en torno a la península ibérica y el África septentrional, pero también mantuvieron contactos estrechos con Italia. Estaban habitadas por los sardos y por los corsos, que, según Diodoro, eran descendientes de antiguas poblaciones iberas.
Hacia mediados del II milenio a. C., grupos procedentes de la Grecia micénica llegaron hasta Sicilia y Apulia y, más tarde, hasta el golfo de Nápoles y Etruria. En el siglo X a. C., también los fenicios empezaron a frecuentar Sicilia y Cerdeña. Los primeros enclaves coloniales griegos, Ischia y Cumas en el golfo de Nápoles, Naxos y Siracusa en Sicilia, se remontan al siglo VIII a. C.
En el siglo VI a. C. comenzó la infiltración celta en Lombardía y en Emilia, aunque el asentamiento definitivo de los celtas no se produjo hasta mediados del siglo V a. C. Subdivididos en varias tribus, ocuparon Lombardía y Emilia llegando hasta las Marcas septentrionales. Considerando el papel desempeñado por los pueblos itálicos en la historia de la península, sorprende el escaso interés mostrado por los escritores antiguos en compararlos.

## Lenguas de la antigua Italia

Lenguas de la Italia prerromana: C1, Galo; C2, Lepóntico; I1, Picénico meridional; I2, Umbro; I3-I8, Osco-Sabelio; I9, Sículo; N1, rético; N2, Etrusco; N3, Picénico de Novilara; N4, Ligur; N5, Nurago(?); N6-N7, Sicano-Élimo; G1-G3, lenguas griegas; P1, púnico.

Las lenguas testimoniadas de la antigua Italia pertenecen mayoritariamente a la familia indoeuropea, aunque también existen lenguas claramente no indoeuropeas como el estrusco, e incluso existen pueblos testimoniados de los que carecemos de evidencias suficientes para clasificar sus lenguas. La clasificación de las lenguas antiguas de Italia es importante para determinar el origen de los pueblos de la antigua Italia o como mínimo la procedencia de algunos de sus habitantes. Las lenguas testimoniadas se engloban en los siguientes grupos:
- Lenguas indoeuropeas autóctonas de Italia 
  - Lenguas itálicas, habladas en el centro y sur de Italia, y subdivididas en dos macrogrupos:
    - Lenguas osco-umbras
    - Lenguas latino-faliscas.

  - Lenguas celtas de Italia, habladas en el noroeste de Italia.
  - Lenguas paleobalcánicas de Italia, que incluiría un grupo heterogéneo de lenguas habladas por los yápigos, entre las cuales está el idioma mesapio (emparentado con las lenguas ilíricas).
  - Venético, hablado en el noreste de Italia, posiblemente itálico o independiente.
- Lenguas no indoeuropeas autóctonas de Italia 
  - Lenguas tirsénicas, que englobarían al:
    - Etrusco
    - Rético.

  - Picénico septentrional, conocido por la inscripción de Novilara.
  - Lenguas no indoeuropeas de Sicilia:
    - Sicano
    - Élimo.
- Lenguas indoeuropeas alóctonas de Italia:
  - Antiguos dialectos griegos, implantados por la colonización griega.
- Lenguas no-indoeuropeas alóctonas de Italia:
  - Púnico de Sicilia, Cerdeña y Córcega, implantado por la colonización fenicia.

Otra lengua como el ligur, conocido solo por topónimos, es difícil de clasificar, aunque se ha sugerido que podría ser una lengua preindoeuropea con fuertes influencias indoeuropeas derivadas del contacto con las lenguas celtas. De otras lenguas, como las lenguas prerromanas de Cerdeña asociadas a la civilización nurágica, no tenemos testimonios.